# Джойс, Джасмин
Джасмин Джойс (англ. Jasmine Joyce, родилась 9 октября 1995 года в Сент-Дейвидсе) — валлийская регбистка, защитница клуба «Аделаида Ромас» (команда Аделаидского университета) и сборных Уэльса по регби-15 и регби-7.

## Биография

### Клубная карьера
Окончила Сент-Дейвидскую школу и Кардиффский столичный университет. Регби занималась в клубе «Сент-Дейвидс», куда её привели братья Карвин и Джериат Ричардс. В возрасте 12 лет после ухода из смешанных команд перешла в женскую команду клуба «Хэверфордуэст».
В возрасте 15 лет Джасмин попала в поле зрения скаутов клуба «Скарлетс», попав в команду девушек до 18 лет. В первом матче юниорской команды вышла на позиции нападающего на замену, но на тренировках уже переквалифицировалась в винга. В дебютном матче против «Дрэгонс» занесла три попытки и позже стала ключевым игроком основного состава. В 2019 году Джойс отправилась в Австралию, где стала игроком клуба «Аделаида Ромас» из команды Аделаидского университета и в составе которого участвовала в чемпионате Австралии. Джойс расценивала эту поездку как подготовку к грядущей Олимпиаде в Токио.

### Карьера в клубах и сборных
В школьной сборной Уэльса A Джойс дебютировала в 2013 году, в том же году была вызвана на сборы перед Кубком шести наций. В 2015 году, будучи студенткой, Джойс дебютировала в составе сборной по регби-7 на этапе Мировой серии, в том же году играла на чемпионате Европы (этапы в России и Франции).
В 2016 году Джойс стала единственной неанглийской регбисткой в составе сборной Великобритании на Олимпийских играх в Рио-де-Жанейро, отметившись на турнире в шести играх двумя попытками (против Бразилии и Канады) и заняв 4-е место. В 2019 году Джойс дебютировала в матчах за женский клуб «Барбарианс», сыграв против США (победа 34:33 и четыре попытки в активе) и против Англии (поражение 18:40).